# Doppia predestinazione
La doppia predestinazione è un concetto centrale nella teologia calvinista, in particolare nella sua riflessione sulla soteriologia, cioè la dottrina della salvezza, oggetto di varie interpretazioni anche all'interno del mondo protestante.
Questa dottrina riguarda il modo in cui Dio stabilisce il destino degli esseri umani, rimandando ai concetti di grazia (elezione) e condanna del peccato (riprovazione), così come sono espressi dal calvinismo classico: prima della creazione del mondo, Dio ha stabilito in modo sovrano di concedere la salvezza a un certo numero di esseri umani per sola grazia, lasciando il resto dell'umanità nella loro condizione di perdizione a causa dei propri peccati. La salvezza è quindi attribuita esclusivamente all'iniziativa divina, mentre nessuno può salvarsi con le proprie forze.

## Confessioni di fede riformate
Numerosi testi confessionali della Riforma protestante di matrice calvinista esprimono la dottrina della doppia predestinazione:
(Confessione di fede gallicana del 1559, art. 12)
(Confessione di fede belga del 1561, art. 16)
(Confessione di fede elvetica posteriore, (1566), art. VIII)
(Confessione di fede di Westminster, 3:6,7)

## Dibattito teologico sulla doppia predestinazione
La dottrina della "doppia predestinazione" ha suscitato nel tempo dibattiti e reazioni critiche verso la teologia calvinista classica, specialmente per l'impressione che essa ammetta, da una parte, l'arbitraria e immotivata destinazione, da parte di Dio, di alcuni esseri umani al paradiso, cioè alla salvezza eterna, e dall'altra, l'altrettanto arbitraria e immotivata destinazione degli altri alle pene eterne dell'inferno. Secondo questa prospettiva semplificata, Dio destinerebbe in modo arbitrario alcuni esseri umani alla salvezza eterna e altri alla perdizione, senza considerare le loro scelte o responsabilità personali.
Una delle principali obiezioni, nasce dall'idea, suggerita dall'espressione stessa "doppia predestinazione", di una simmetria tra elezione e riprovazione: si suppone che Dio intervenga con la stessa intensità e modalità, in modo esplicito e diretto, sia nella vita degli eletti per condurli a salvezza, che nella vita dei reprobi per indurli a peccare, per poi punirli per le azioni da lui stesso causate.
Alcune interpretazioni più radicali, come quelle del cosiddetto "ipercalvinismo" o del supralapsarianesimo, sono state oggetto di critica e rifiuto da parte degli stessi teologi riformati, perché non rappresentative della predestinazione sostenuta da Giovanni Calvino o dalla maggior parte delle Chiese riformate; in particolare, tali visioni rischiano di attribuire a Dio un ruolo diretto nell'origine del male e del peccato.
La posizione classica della teologia calvinista afferma che la predestinazione è "doppia" in quanto comprende sia l'elezione che la riprovazione, ma non in modo simmetrico quanto alla modalità dell'intervento divino. La doppia predestinazione, dunque, non implica due azioni divine parallele, ma si configura come un rapporto "positivo-negativo", distinguendo tra un intervento attivo e salvifico e un non-intervento: 
- Dio decreta che alcuni siano eletti e interviene positivamente nella loro vita per operare la rigenerazione e suscitare la fede attraverso un'opera monergistica di grazia.
- Quanto ai non-eletti, Dio non interviene in modo attivo per causare il peccato o l'incredulità, ma nega loro l'opera rigenerante della grazia; è un "passare oltre", lasciandoli nella condizione di peccato.

In questa prospettiva, l'azione divina nella vita degli eletti e in quella dei reprobi non è parallela: Dio agisce attivamente per la salvezza degli eletti, mentre nei confronti dei non-eletti esercita un giudizio permissivo, configurando la riprovazione come una non-elezione, non come una predeterminazione attiva al peccato.